# Premio TV - Premio regia televisiva 2001
La quarantunesima edizione del Premio Regia Televisiva, condotta da Daniele Piombi e Milly Carlucci, si svolse al teatro Ariston di Sanremo il 18 aprile 2001 e fu trasmessa in diretta su Rai Uno. La serata fu seguita da 6.986.000 telespettatori con uno share del 27,93%.

## Premi

### Top Ten
- Striscia la notizia (Canale 5)
- Quiz Show (Rai Uno)
- Stasera pago io (Rai Uno)
- Passaparola (Canale 5)
- La grande storia (Rai Tre)
- Report (Rai Tre)
- Mai dire Grande Fratello (Italia 1)
- Il maresciallo Rocca (Rai Uno)
- Padre Pio (Canale 5)
- Novecento (Rai Tre)

### Miglior programma in assoluto
- Stasera pago io (Rai Uno)

### Miglior programma per la giuria
- Stasera pago io (Rai Uno)

### Programma record d'ascolti
- Grande Fratello (Canale 5)

### Programma record di share
- Miss Italia (Rai Uno)

### Miglior personaggio femminile
- Iva Zanicchi

### Miglior personaggio maschile
- Fiorello
- Corrado Guzzanti

### Personaggio rivelazione
- Paola Cortellesi

### Miglior TG
- TG2